# Marosvásárhely–Parajd-vasútvonal
A Marosvásárhely–Parajd-vasútvonal a Nyárád mentét követő keskeny nyomtávolságú vasút volt. Érintette Nyárádszeredát és Szovátát. 1915-ben nyitották meg, és 1997-ig volt használatban. Jelenleg egy rövid szakaszon gőzmozdonyos nosztalgiavonat közlekedik, a pálya többi része használaton kívül van.

## Története
A 20. század elejére kiépültek az Osztrák–Magyar Monarchiához tartozó Erdély nagyvárosait összekötő fő vasútvonalak, így megkezdték a személy- és teherszállító szárnyvonalak lefektetését. Maros-Torda vármegyében 1912-ben több helyiérdekű vasút kiépítését kezdték meg, ezek egyike volt a Marosvásárhely–Parajd vonal. Az áradások és az első világháború miatt a munkálatok több évig elhúzódtak. 1915. február 1-én átadták a Deményházáig tartó szakaszt, majd október 23-án a teljes vonalat.
A vasút üzemeltetője a Maros-Tordai Helyiérdekű Vasút részvénytársaság volt, és Trianon után is az ő tulajdonában maradt. 1940-ben a terület visszakerült Magyarországhoz; 1942-ben a MÁV felvásárolta a részvényeket. 1944 szeptemberében a visszavonuló németek felrobbantották a hidakat, váltókat, és a vasúti járműveket. A háború után a vasutat kijavították, és a CFR tulajdonába került.
A vasútvonal az 1970-es évekig élte virágkorát; a 20. század utolsó negyedében fokozatosan háttérbe szorult, személyszállítási jelentősége csökkent. Először a Szováta–Parajd szakaszt számolták fel, majd 1997-ben teljesen megszüntették a vonalat nem nyereséges volta miatt; a mozdonyok és vagonok nagy részét eladták ócskavasnak. 2011-ben a Szováta és Vármező közötti szakaszt kijavították és turisztikai vonatot indítottak. 2015-ben felmerült a teljes Marosvásárhely–Szováta vonal újraindítása.

## Leírása
A vasút szinte teljes hosszában a Nyárád mentén haladt, átszelve Erdély egyik legsűrűbben lakott területét. Fontos szerepet töltött be a vidék életében: a munkások és diákok a megyeszékhelyre ingáztak, a falusi termelők a városokba vitték terményeiket, a vásárhelyiek Szovátára mentek üdülni és kirándulni, és ugyancsak a vasúton szállították a fát, cukorrépát, és a parajdi bányából bányászott sót.
A nyárádmenti expressznek becézett vonat a marosvásárhelyi Nagyállomásról nyugati irányba indult, Maroskeresztúrnál délnek fordult, majd Lőrincfalvától a Nyárád folyását követte kelet felé. Végállomása Parajdon volt, ahol találkozott a Balázsfalva–Parajd normál nyomtávolságú vonallal. Az egy sínpárból álló pálya teljes hossza 82 kilométer volt (összehasonlításképpen a Marosvásárhely és Parajd közötti távolság országúton 60, légvonalban 45 kilométer), melyet a vonat négy és fél óra alatt tett meg.
A jelenleg használatban levő 14 kilométeres Szováta–Vármező szakaszon nyári idényben napi három szerelvény közlekedik. A három vagonos nosztalgiavonatot egy PKP Px48 sorozatú mozdony húzza (764 052-es pályaszám), melyet az egykori Nagyszeben–Szentágota–Segesvár kisvasúttól hoztak; a távot 45 perc alatt teszi meg.
A használaton kívüli szakasz felső-nyárádmenti része még jó állapotban van, az Alsó-Nyárádmentén viszont a fémgyűjtők nemcsak a síneket, hanem a töltést is elvitték.